# U.Jimshad
U.Jimshad (sinh ngày 10 tháng 6 năm 1987) là một cầu thủ bóng đá người Ấn Độ hiện tại thi đấu cho MSP Delta Force của Malabar Premier League ở vị trí tiền đạo. Anh đã từng thi đấu 7 giải và là cầu thủ ở cấp độ Đại học. Năm 2009, anh đá cho Chennai State Bank.

## Đời sống cá nhân
Jimshad hoàn thành bằng Thạc sĩ Kinh tế ở M.E.S College Mampad năm 2010.

## Thống kê sự nghiệp
Tính đến 8 tháng 5 năm 2011
| Câu lạc bộ  | Mùa giải            | Giải vô địch † | Giải vô địch † | Giải vô địch † | Cúp ‡   | Cúp ‡     | Cúp ‡    | Quốc tế * | Quốc tế * | Quốc tế * | Tổng    | Tổng      | Tổng     |
| Câu lạc bộ  | Mùa giải            | Số trận        | Bàn thắng      | Kiến tạo       | Số trận | Bàn thắng | Kiến tạo | Số trận   | Bàn thắng | Kiến tạo  | Số trận | Bàn thắng | Kiến tạo |
| ----------- | ------------------- | -------------- | -------------- | -------------- | ------- | --------- | -------- | --------- | --------- | --------- | ------- | --------- | -------- |
| Viva Kerala | 2010–11             | 26             | 1              | 4              | 0       | 0         | 0        | -         | -         | -         | 0       | 0         | 0        |
| Viva Kerala | Tổng cộng sự nghiệp | 26             | 1              | 4              | 0       | 0         | 0        | 0         | 0         | 0         | 0       | 0         | 0        |